# بنزیل‌آمین
بنزیل‌آمین (به انگلیسی: Benzylamine) یک ترکیب شیمیایی است. شکل ظاهری این ترکیب، مایع بی‌رنگ است.